# NGC 6146
NGC 6146 (również PGC 58080 lub UGC 10379) – galaktyka eliptyczna (E), znajdująca się w gwiazdozbiorze Herkulesa. Odkrył ją William Herschel 18 marca 1787 roku. Jest to galaktyka z aktywnym jądrem.
W galaktyce tej zaobserwowano supernową SN 2009fl.